# Liste der Monuments historiques in Taissy
Die Liste der Monuments historiques in Taissy führt die Monuments historiques in der französischen Gemeinde Taissy auf.

## Liste der Objekte
| Bezeichnung                                   | Beschreibung                           | Standort                        | Kennzeichnung | Schutzstatus    | Datum     | Bild |
| --------------------------------------------- | -------------------------------------- | ------------------------------- | ------------- | --------------- | --------- | ---- |
| Skulpturengruppe Heiliger Hubertus mit Hirsch | Stein, bezeichnet 1905                 | in der Kirche Notre-Dame (Lage) | PM51001091    | Classé          | 1905      |      |
| Glocke (1)                                    | Bronze, 13. oder 14. Jahrhundert       | in der Kirche Notre-Dame (Lage) | PM51001092    | Classé          | 1905      |      |
| Kommunionbank                                 | Schmiedeeisen, 18. Jahrhundert         | in der Kirche Notre-Dame (Lage) | PM51001093    | Classé          | 1908      |      |
| Glocke (2)                                    | Bronze, 1781 gegossen, 1913 umgegossen | in der Kirche Notre-Dame (Lage) | PM51001668    | Classé gelöscht | 1905 1913 |      |